# Бенцаль-Карп'як Олена Олександрівна
Олена Олександрівна Бенцаль-Карп'як (дошлюбне Сімнич[джерело?] або Сівницька; 27 травня 1901, Меджибіж — 11 липня 1990, Міннеаполіс) — українська співачка оперети (сопрано), акторка. 

## Життєпис
Артистка Нового Львівського театру (1919—1920), Українського незалежного театру (1920-1921), «Української бесіди» (1922—1924), труп О. Міткевич (1924—1925), Йосипа Стадника (1926—1929) та інших театрів.
У 1922—1937 не раз перебувала на відпочинку в с. Курівці (нині Зборівського району Тернопільської області).
В еміграції виступала в Українському театрі у Німеччині; у США — керівниця драматичного гуртка (1951—1954). Членкиня правління Об'єднаних митців української сцени (1971—1976).
Була у шлюбі з українським театралом Миколою Бенцалем.